# Класификација комбинације на Вуелта а Еспањи
Класификација комбинације на Вуелта а Еспањи била је једна од другостепених класификација на етапној бициклистичкој трци Вуелта а Еспањи у периоду од 1970. до 2018. Уведена је на Вуелту 1970. али је прекидана два пута, од 1975 до 1985. и од 1995. до 2002. Поени за класификацију комбинације сабирају се на основу позиција у генералном пласману, брдској и класификацији по поенима. Ако је возач трећи у генералном пласману, други у брдској и трећи у класификацији по поенима, онда има осам поена у класификацији комбинације (3+2+3=8). Ако је исти возач први у све три класификације, онда има три поена у класификацији комбинације (1+1+1=3), што је најмањи могући број поена. Возач са најмање поена је лидер класификације и, од 2006. носи белу мајицу, до 2006. лидер класификације комбинације носио је златно-зелену мајицу.
За разлику од Тур де Франса и Ђиро д’Италије, где се бела мајица додељује лидеру класификације за најбољег младог возача, на Вуелти се бела мајица додељивала лидеру класификације комбинације, док је лидер класификације за најбољег младог возача добијао црвени број, због правила светске бициклистичке уније да број класификација за које се додељује мајица ограничи на четири.
Класификација комбинације није привлачила толику пажњу и обично је долазила као утешна награда за возаче који се боре за генерални пласман, а често победник Вуелте освоји класификацију комбинације.
Откад је класификација поново представљена на Вуелти 2002. само четири пута победник класификације није био победник трке: 2002, 2003, 2012. и 2015. Сва четири пута победник класификације је био другопласирани или трећепласирани на трци те године: Роберто Ерас је 2002. освојио класификацију комбинације и друго место у генералном пласману, 2003. је Алехандро Валверде освојио треће место, Валверде је и 2012. освојио класификацију комбинације, али овога пута друго место у генералном пласману, док је 2015. Хоаким Родригез освојио комбинацију и друго место у генералном пласману.
Класификација је укинута након Вуелте 2018, када је Сајмон Јејтс освојио Вуелту и класификацију комбинације, а од 2019, бела мајица додељује се лидеру класификације за најбољег младог возача.

## Победници
Победници класификације комбинације.
| - 2018. Сајмон Јејтс - 2017. Крис Фрум - 2016. Наиро Кинтана - 2015. Хоаким Родригез - 2014. Алберто Контадор - 2013. Кристофер Хорнер - 2012. Алехандро Валверде - 2011. Хуан Хосе Кобо - 2010. Винченцо Нибали - 2009. Алехандро Валверде - 2008. Алберто Контадор - 2007. Денис Мењшов - 2006. Александар Винокуров - 2005. Денис Мењшов - 2004. Роберто Ерас - 2003. Алехандро Валверде - 2002. Роберто Ерас | - 1994—01. Није било класификације - 1993. Хесус Монтоја - 1992. Тони Ромингер - 1991. Федерико Ечаве - 1990. Федерико Ечаве - 1989. Оскар Варгас - 1988. Шон Кели - 1987. Лоран Фињон - 1986. Шон Кели - 1975—85. Није било класификације - 1974. Хосе Луис Абиљера - 1973. Еди Меркс - 1972. Хосе Мануел Фуенте - 1971. Сирил Гимар - 1970. Гидо Рејбрук |

### Вишеструки победници
| Позиција | Име                | Држава  | Број победа | Године           |
| -------- | ------------------ | ------- | ----------- | ---------------- |
| 1        | Алехандро Валверде | Шпанија | 3           | 2003, 2009, 2012 |
| 2        | Шон Кели           | Ирска   | 2           | 1986, 1988       |
| 2        | Федерико Ечаве     | Шпанија | 2           | 1990, 1991       |
| 2        | Роберто Ерас       | Шпанија | 2           | 2002, 2004       |
| 2        | Денис Мењшов       | Русија  | 2           | 2005, 2007       |
| 2        | Алберто Контадор   | Шпанија | 2           | 2008, 2014       |

### По државама
| Држава               | Број бициклиста који су победили | Број победа |
| -------------------- | -------------------------------- | ----------- |
| Шпанија              | 9                                | 14          |
| Француска            | 2                                | 2           |
| Колумбија            | 2                                | 2           |
| Белгија              | 2                                | 2           |
| Уједињено Краљевство | 2                                | 2           |
| Ирска                | 1                                | 2           |
| Русија               | 1                                | 2           |
| Сједињене Државе     | 1                                | 1           |
| Италија              | 1                                | 1           |
| Швајцарска           | 1                                | 1           |
| Казахстан            | 1                                | 1           |